# Metropolitana di Lione
La metropolitana di Lione è una rete metropolitana di trasporto di Lione e di parte della sua agglomerazione. Si parla del 1978 come anno di nascita del servizio, ma già nel 1974 aveva iniziato a operare la prima linea (linea C). Oggi le quattro linee della rete, chiamate con le prime quattro lettere dell'alfabeto (A, B, C e D) contano quarantadue stazioni su una lunghezza totale di 34,4km, trasportando ogni giorno circa 704.000 passeggeri.

## Storia

### Il primo progetto
Bisogna aspettare il 1885 per veder apparire il primo progetto di metropolitana.

### Rete attuale
Al successo dell'incontro organizzato il 30 maggio 1963 dall'Union des Comités d'Intérêts Locaux (UCIL) e dalla Jeune Chambre Economique (JCE) seguì una prima discussione relativa al progetto di una metropolitana nel Consiglio municipale del 22 luglio.
Fu dunque in quell'anno che iniziarono i primi studi, realizzati principalmente da René Waldmann, allora ingegnere al Service Ordinaire des Ponts et Chaussées (SOPC) del dipartimento del Rodano.
Solo nel 1968 fu creata la Société d'Etudes du Métro de l'Agglomération Lyonnaise (SEMALY), guidata dallo stesso Waldmann. I lavori delle linee A e B iniziarono nel 1973. Un anno dopo venne aperta la linea C (« Métro Croix-Rousse »).

## Linee
La rete metropolitana ha quattro linee, identificate da lettere e caratterizzate per colore.
| Linee                                 | Linea A                  | Linea B                            | Linea C        | Linea D              |
| ------------------------------------- | ------------------------ | ---------------------------------- | -------------- | -------------------- |
| Colore                                |                          |                                    |                |                      |
| Foto                                  |                          |                                    |                |                      |
| Anno di apertura                      | 1978                     | 1978                               | 1974           | 1991                 |
| Capolinea 1                           | Perrache                 | Charpennes - Charles Hernu         | Hôtel de Ville | Gare de Vaise        |
| Capolinea 2                           | Vaulx-en-Velin - La Soie | Saint-Genis-Laval Hôpital Lyon Sud | Cuire          | Gare de Vénissieux   |
| Ultima estensione                     | 2007                     | 2023                               | 1984           | 1997                 |
| Tipo di guida                         | Semi-manuale (PA)        | Automatica integrale               | Manuale        | Automatica integrale |
| Materiale rotabile                    | MPL 75                   | MPL 16                             | MCL 80         | MPL 85               |
| Numero di stazioni                    | 14                       | 12                                 | 5              | 15                   |
| Lunghezza (km)                        | 9,300                    | 10,200                             | 2,450          | 12,600               |
| Interstazione media (m)               | 715                      | 775                                | 613            | 900                  |
| Passeggeri annuali (2024, in milioni) | 94,5                     | 80,7                               | 12,8           | 113,9                |

La Linea C ha la particolarità di essere la seconda metropolitana al mondo ad avere la cremagliera (la prima è la linea 1 del Servizio ferroviario metropolitano di Catanzaro). Vecchia funicolare, fu convertita nel 1974 e integrata alla metropolitana nel 1978, prima di essere estesa nel 1984. È la linea più corta della rete, che tuttavia assicura il servizio nella parte nord della città.
La Linea D, ultima nata nella rete (inaugurata nel 1991), è anche la più frequentata, davanti alla Linea A. Si tratta di una linea a pilota automatico integrale dal 31 agosto 1992.
I lavori di prolungamento della Linea B verso il Sud si sono conclusi nel 2023, con la creazione di due nuove stazioni, Oullins Centre e Saint-Genis-Laval Hôpital Lyon Sud. I treni semi-manuale MPL 75 sono stati sostituiti da nuovi treni MPL 16 automatici.

## Gestione

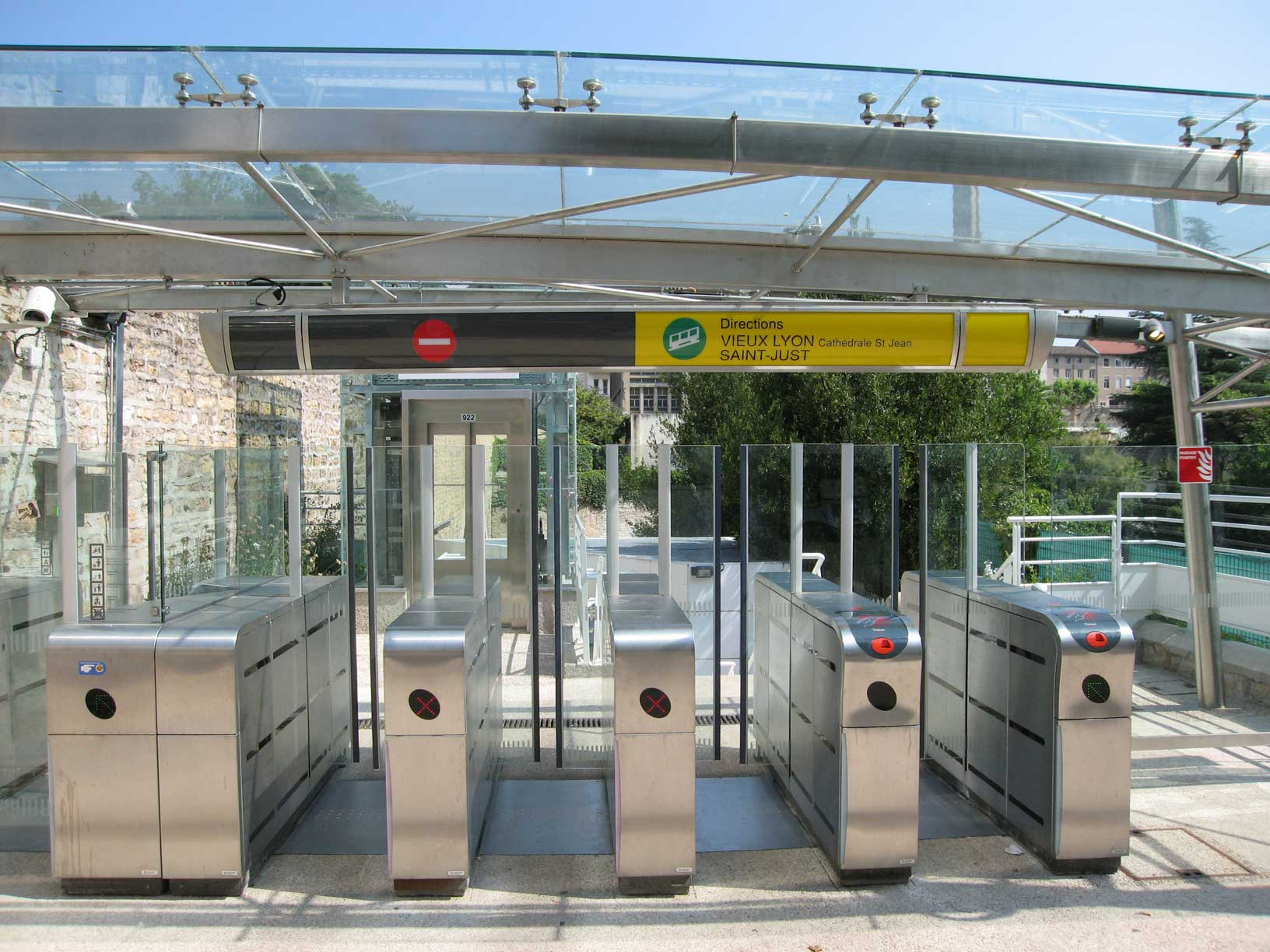
Entrata dei trasporti pubblici lionesi sulla funicolare Saint-Just

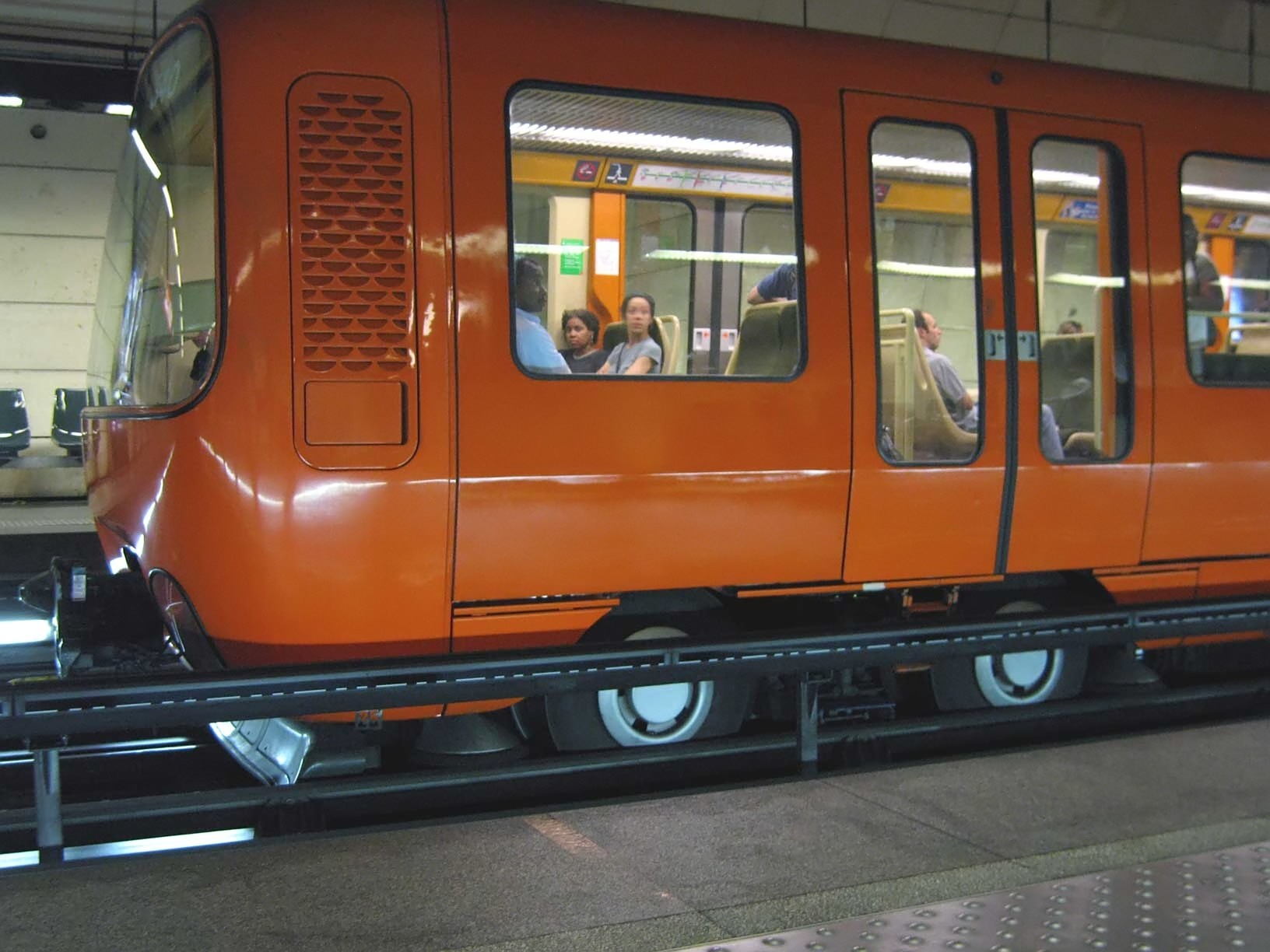
Dettaglio di un carrello davanti a un convoglio sulla linea D

La metropolitana, così come i funicolari e tram di Lione sono gestiti da RATP Dev da gennaio 2025, che succede a Keolis Lyon (ex-Société lyonnaise de transports en commun (SLTC), filiale del gruppo Keolis, che gestisce ancora gli autobus e trolleybus), sotto il marchio TCL (Transports en commun lyonnais), per conto del Syndicat des transports pour le Rhône et l'agglomération lyonnaise (SYTRAL).
La metropolitana lionese circola a sinistra, come i treni francesi, mentre le altre metropolitane circolano generalmente a destra.
Questa particolarità è il risultato del progetto, mai realizzato, di far circolare la metropolitana in periferia sui binari della SNCF.
La larghezza del profilo della metropolitana di Lione, 2,90 m, è maggiore (metropolitana pesante) della media delle metropolitane europee, è per questo che la linea D è stata la prima linea automatica a materiale pesante, mentre a Lilla c'è stata la prima metropolitana francese a dotarsi di un sistema automatico leggero (VAL).